# Jan-Erik Clasæus
Jan-Erik Clasæus (till 1939 Claes), född 23 april 1914 i Helsingborg, död 10 mars 1997 i Kungsbacka-Hanhals församling, var en svensk lantmätare.
Clasæus, som var son till arkitekt Mauritz S:son Claes och Eva Sonesson, avlade studentexamen i Helsingborg 1932 och utexaminerades från Kungliga Tekniska högskolan 1937. Han blev aspirant i Malmö 1937, extra lantmätare i Kungsbacka 1939, assistent på Kopparbergs läns lantmäterikontor 1944, distriktslantmätare i Lima distrikt 1945, i Malungs distrikt 1948 och i Vättle distrikt 1954 samt lantmätare i Göteborg 1961 och distriktslantmätare i Kungsbacka distrikt 1968. Han var även beredskapschef i Falu Rödakorskår.